# Julien Offray de La Mettrie
Julien Offray (o Offroy) de La Mettrie (Saint-Malo, 25 dicembre 1709 – Potsdam, 11 novembre 1751) è stato un medico e filosofo francese, il primo scrittore apertamente materialista e ateo dell'illuminismo, ed esponente del libertinismo e dell'edonismo. Parzialmente determinista, sensista, riduzionista e meccanicista, è stato acclamato come fondatore delle scienze cognitive.

## Vita e opere
Nato da una famiglia di borghesi benestanti, dopo aver studiato teologia nella scuola giansenista per alcuni anni, a un tratto decise di abbracciare la professione di medico. Nel 1733 si trasferì a Leida per studiare con Herman Boerhaave e nel 1742 tornò a Parigi, dove ottenne il titolo di chirurgo delle guardie. Durante un attacco di febbre fece alcune considerazioni sulla sua fisiologia e fra l'altro registrò l'accelerazione della circolazione sanguigna.
Questa ed altre osservazioni connesse ai suoi interessi filosofici (Epicuro e gli atomisti antichi, i cirenaici, Pierre Bayle e il libertinismo filosofico, Cartesio, John Locke e l'empirismo inglese) lo portarono alla conclusione che i fenomeni fisiologici dovevano essere considerati cambiamenti organici nel cervello e nel sistema nervoso. A seguito di queste osservazioni compilò il suo primo lavoro Storia naturale dell'anima (1745) in cui sosteneva la materialità dell'anima come elemento corporeo allo stesso titolo di altri organi. Lo scalpore per questa pubblicazione fu così grande che La Mettrie fu costretto a rifugiarsi a Leida nei Paesi Bassi.
In seguito egli sviluppò dottrine ancora più "estreme", caratterizzate da forte riduzionismo biologico e sensismo, e con argomentazioni originali, come L'uomo macchina (1747) e L'uomo pianta, trattati di carattere eminentemente materialistico. Nel primo, di gran lunga il più noto tra i suoi testi, egli si dichiara contrario ad ogni tipo di metafisica e sostiene che enti e principi spirituali siano inutili. Per l'autore l'uomo è un "apparato meccanico", una vera e propria "macchina". Anche l’anima, in quanto sorgente vitale dell'uomo, è definita un semplice "principio di movimento".

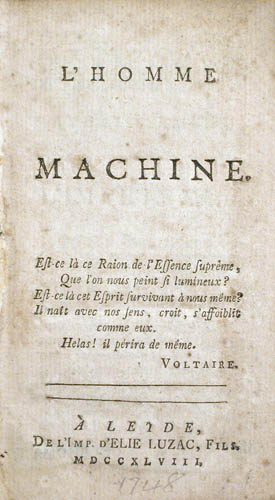
La Mettrie, L'homme machine

Tuttavia, quest'opera non rappresenta una pura e semplice ripresa del meccanicismo cartesiano. Infatti, a differenza di quest'ultimo, per La Mettrie tutte le parti del corpo possiedono la capacità di "sentire", ed egli rivaluta ampiamente gli istinti. Un'altra differenza rispetto a Cartesio è il diverso giudizio sugli animali non umani, i quali vengono consideranti assolutamente simili agli esseri umani. Una volta eliminata l'anima spirituale, o res cogitans, tutte le specie viventi vengono poste sullo stesso piano e considerate diverse solo quantitativamente e non qualitativamente. A differenziarle è solo un certo grado di organisation o complessità delle "circonvoluzioni cerebrali" presenti nella scatola cranica umana. A prova di ciò egli adduce l'esempio dell'addestramento degli animali che, come nel caso di alcuni di essi, possono persino imparare a parlare. Il segreto sta nell'istruzione, la quale potrebbe avere dei risultati, con certi animali, superiori a quelli che si ottengono con alcuni esseri umani.
Allo stesso tempo, però, La Mettrie è contrario a considerare l'uomo come un mero automate, automa. La nostra specie si distingue soprattutto per la capacità immaginativa e di rappresentazione simbolica, che l'ha resa capace di progresso e di civiltà.
La Mettrie fu chiamato anche l'Aristippo (fondatore dei cirenaici) del moderno materialismo e paragonato all'atomista Democrito.

Elaborò anche una cosiddetta "teoria del rimorso" in cui attaccava il senso di colpa e il libero arbitrio ma critica anche il libertinaggio estremo, distinguendo il "voluttuoso" dal "dissoluto", il quale è solo un trasgressore di norme che implicitamente riconosce: 
(J. O. de La Mettrie, Antiseneca in Opere filosofiche)

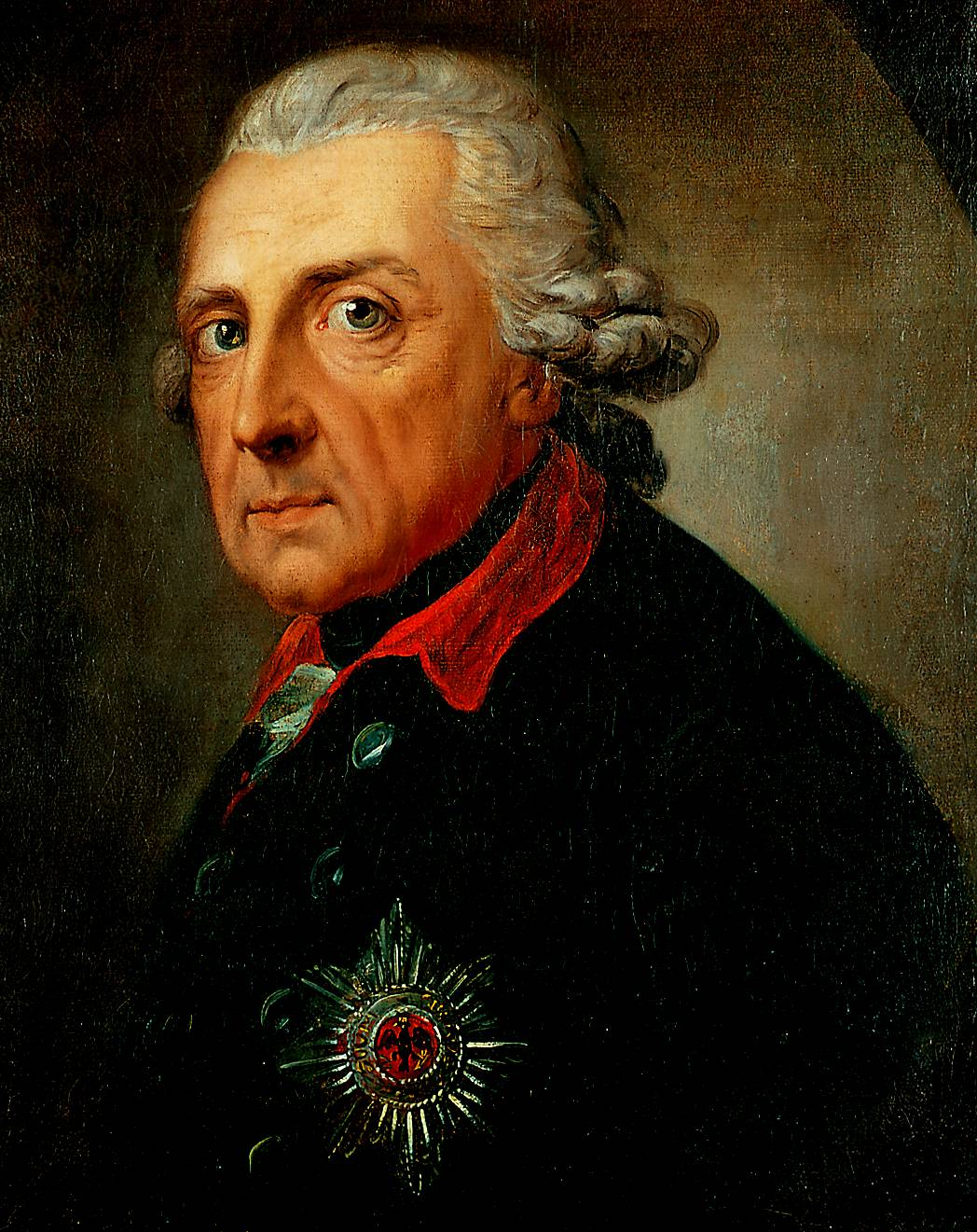
Anton Graff, Federico II (1780). Il sovrano illuminato protesse La Mettrie

La reazione contro di lui fu così violenta che nel 1748 fu costretto ad abbandonare anche i Paesi Bassi e a rifugiarsi a Berlino, dove Federico il Grande non solo gli permise di svolgere la professione di medico ma lo scelse come lettore di corte, in quanto considerato persona divertente e nonostante l'ostilità di Maupertuis - nemico anche di Voltaire che nello stesso periodo di La Mettrie era a Berlino anche lui in quanto ciambellano di Federico II dal 1749 al 1752 - scienziato a capo della Reale Accademia delle Scienze di Prussia, di cui il filosofo francese era membro. Qui La Mettrie scrisse l'Anti Seneca (prefazione al volume delle opere di Seneca con la sua traduzione del De vita beata, pubblicato nel 1748 e successivamente divenuto uno scritto autonomo con il titolo Discorso sul piacere) che gli valse la disapprovazione anche dei pensatori illuministi, benché il sensismo di Condillac (secondo cui l'uomo attraverso i sensi ricerca esperienze gradevoli e fugge il dolore) fosse invece ben accetto tra i philosophes.
Nell'Antiseneca, ovvero Discorso sulla felicità è compendiata però l'etica neo-epicurea di La Mettrie. 
(Antiseneca, in Opere filosofiche, pp. 66-67)
Secondo Sergio Moravia, l'opera "rappresenta, malgrado la brevità, uno dei testi più notevoli della letteratura illuministica francese"; con La Voluttà, il fine della vita è trovato nel piacere dei sensi e la virtù è ridotta all'amore di sé stessi. In sintesi l'ateismo è il solo in grado di assicurare la felicità del mondo, che è preclusa dalle guerre scatenate dai teologi che propugnano l'idea di un'anima inesistente o composta di materia. Quando la morte arriva, la farsa è finita, perciò dobbiamo prendere il piacere quando e come lo troviamo:
(Antiseneca, in Opere filosofiche, p. 302)

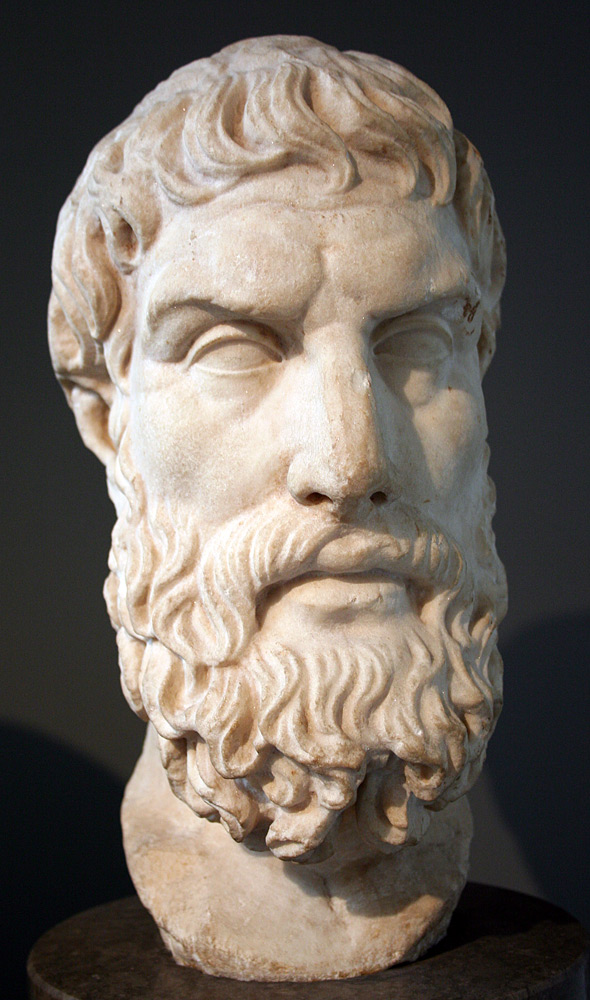
Epicuro

Nel 1750 scrisse il Sistema di Epicuro in cui descrisse un meccanismo di mutazione delle specie per eliminazione degli individui non adatti (una teoria evoluzionista), ripreso da Lucrezio, e ipotizzò che l'uomo abbia avuto origine dagli animali. La sua raccolta di Oeuvres philosophiques apparve postuma in molte edizioni pubblicate a Londra, Berlino e Amsterdam.
Il determinismo (per altro ripreso dagli stoici ma non da Epicuro, e in seguito da d'Holbach) per La Mettrie è un modo per esercitare la filantropia o comunque sopportare tutti gli esseri umani:
(Sistema di Epicuro)

La Mettrie non crede al libero arbitrio. Egli adotta una posizione di fatalismo determinista e sempre seguendo il materialismo e il determinismo, raccomanda moderazione nel sistema penale, improntato all'utilitarismo e alla mera difesa della società da individui considerati irrecuperabili, senza alcun giudizio morale:
(Antiseneca, in Opere filosofiche, pp. 124-126)
Il crimine è solo un costrutto sociale, tuttavia 
(ibidem)

## Morte

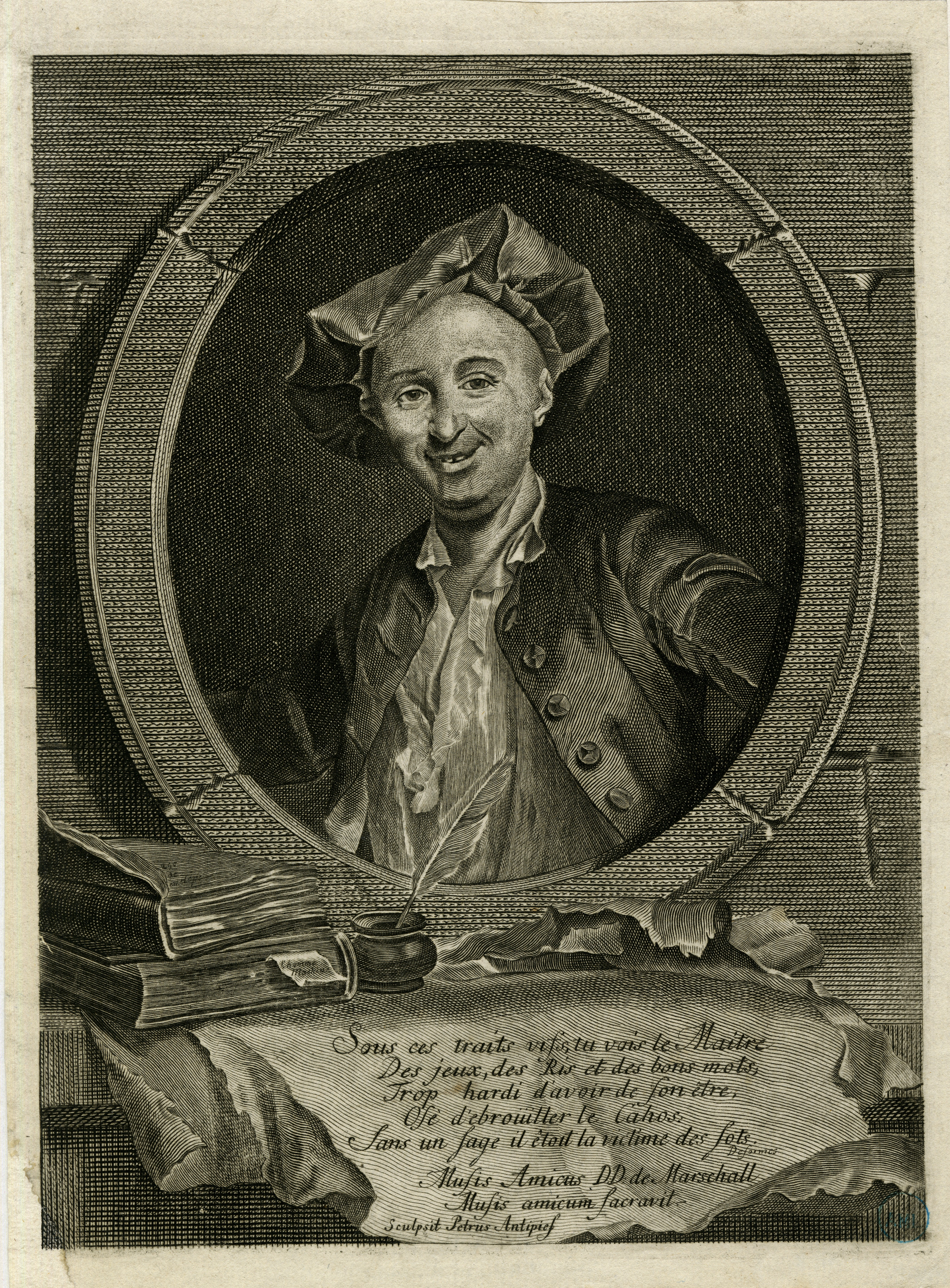
L'unico ritratto coevo di La Mettrie, incisione su rame di Georg Friedrich Schmidt, periodo 1748-1751

L'amore di La Mettrie per i piaceri dei sensi, nel caso specifico per la buona cucina, fu considerata la causa della sua morte precoce, un mese prima di compiere 42 anni. Coloro i quali non condividevano la filosofia di La Mettrie usarono la sua morte per mostrare che la "voluttà ateistica" porta ad un decesso prematuro.
L'ambasciatore inglese e mediatore delle relazioni della Francia in Prussia Milord Tyrconnel era molto grato a La Mettrie per come lo aveva guarito da una malattia. Fu così organizzato un banchetto per celebrare il ristabilimento ed onorare il guaritore. Si racconta che La Mettrie per mostrare la sua robusta costituzione e la sua ingordigia divorò una gran quantità di pâté di fagiano ai tartufi. Come risultato ebbe un attacco di febbre causato da gastropatia, indigestione o intossicazione alimentare, cominciò a delirare e morì per scompenso cardiaco conseguente.
Federico il Grande ebbe a dire nell'elogio funebre: 
In una lettera alla sorella Guglielmina, il re di Prussia scrisse: "Era una persona allegra, un buon diavolo, un buon dottore ed un pessimo scrittore. Chi non ha letto i suoi libri può essere felice". In seguito Federico II affermò che La Mettrie era morto per un'indigestione dopo aver mangiato un piatto a base di fagiano. La vera causa del decesso è però, secondo la medicina moderna, da imputarsi al salasso che egli stesso si prescrisse come terapia per la congestione digestiva. A tale proposito risulta che il re di Prussia lo avvertì che i medici tedeschi avevano sconsigliato tale pratica, ma La Mettrie volle dimostrare che si sbagliavano. Morì quindi probabilmente per collasso cardiocircolatorio da dissanguamento a causa di questa pratica medica errata.
Alcuni, basandosi sul fatto che La Mettrie si sentiva minacciato per i suoi scritti, hanno ipotizzato anche un possibile avvelenamento volontario da parte di qualche cortigiano. Scrive Bernd A. Laska che «indubbiamente La Mettrie non poteva fidarsi di questa pace finta: solo ateo conseguente a corte, si vedeva sempre più circondato, nel suo ultimo rifugio, di nemici segreti, che lo prendevano del tutto sul serio malgrado il suo ruolo di giullare e di persona divertente, così tanto e così bene che egli temeva che "un giorno la cicuta sarebbe stata la ricompensa del suo coraggio filosofico"».
Scrisse poco prima i fatti un'autodifesa ironica, Le petit homme à longue queue ("Il piccolo uomo dalla lunga coda"), in cui confessa il suo timore di essere la vittima della "rabbia delle anime pie". Fu la sua ultima opera. Alcune settimane più tardi, stando a quanto riferisce Laska, «quest'uomo sino ad allora pieno di salute morì per le conseguenze della sua smisurata intemperanza, secondo le voci, in verità, la causa della sua morte non è mai stata chiarita».
Gli sopravvissero la moglie e la figlia di cinque anni.

## Influenza e posterità
La Mettrie subì l'intolleranza dei tradizionalisti e l'ostilità degli stessi illuministi maggioritari, sia dei deisti che di quelli tendenti all'ateismo. L'Antiseneca suscitò la condanna di Voltaire, Diderot, d'Holbach (questi ultimi due fautori di un ateismo etico che potesse fornire una morale alle masse in luogo della religione, e contrari quindi alla teoria del rimorso espressa da La Mettrie, o comunque ad un edonismo così pubblicamente esplicitato), Lessing e dello stesso Federico II (che gli consigliò prudenza se voleva continuare a vivere presso la sua corte) e l'approvazione del marchese De Sade (da cui comunque lo dividono decisamente la concezione sulla natura umana come necessariamente malvagia esposta dal marchese libertino). Voltaire (che parlava pubblicamente di La Mettrie come un bevitore e di un folle), notoriamente poco in salute e ipocondriaco, scrisse sarcasticamente a Madame Denis che La Mettrie "grande e grosso come una botte" sia stato, contro la sua espressa volontà, "sotterrato nella Chiesa cattolica".

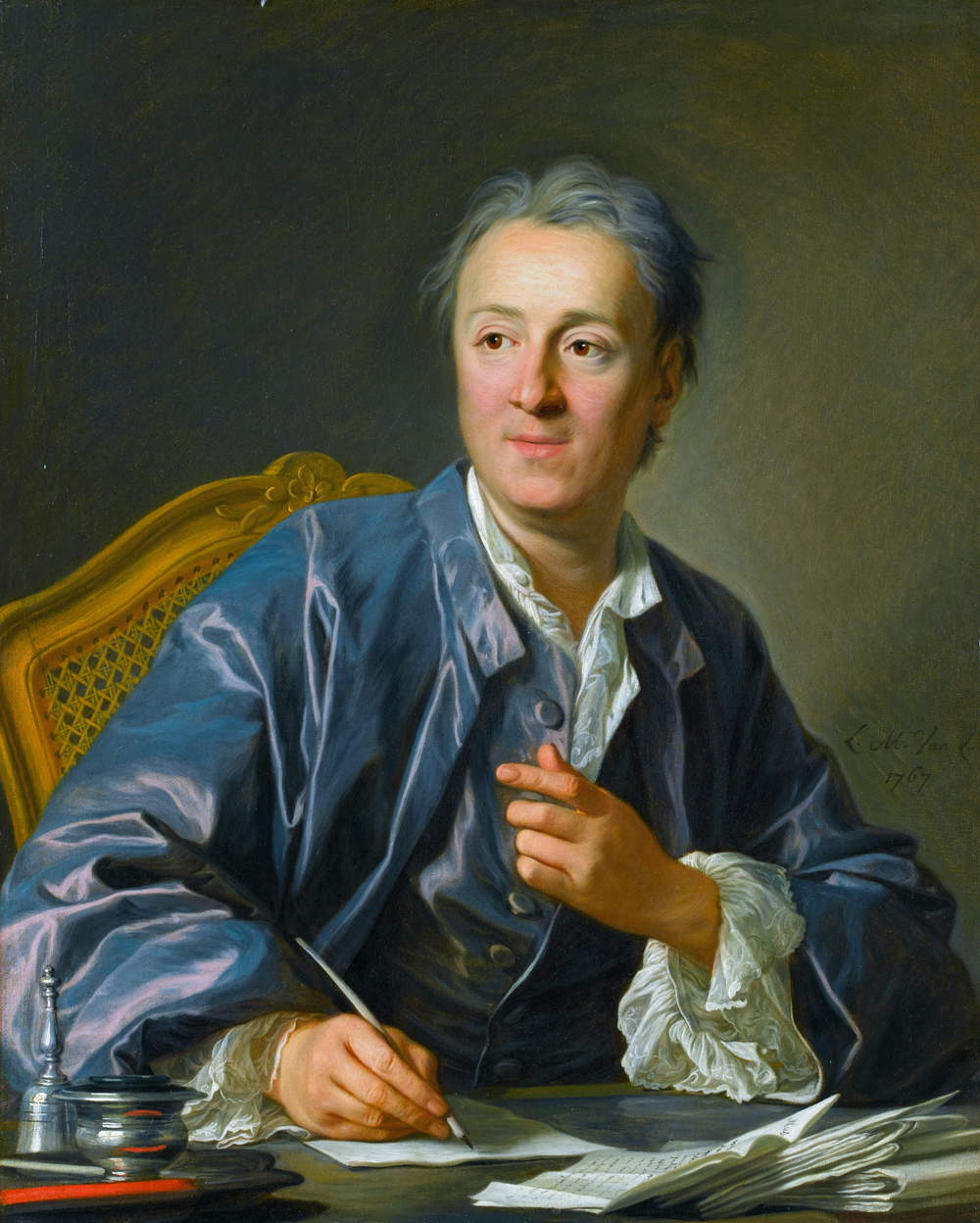
Denis Diderot

Diderot dal canto suo sostenne la tesi secondo cui «La Mettrie è morto come era giusto dovesse morire, vittima della sua intemperanza e della sua follia. Si è ucciso per ignoranza di ciò che professava. Questo giudizio è severo, ma giusto», definendolo inoltre "corrotto nei costumi e nelle idee". È da ricordare, curiosamente, che anche Diderot morì, nel 1784 - per problemi cardiaci - proprio al termine di un pasto, mentre si accingeva a mangiare una composta di ciliegie di cui era molto goloso.
Il filosofo materialista ed edonista fu rimosso e ignorato anche dal circolo perlopiù ateo-materialista frequentato da Diderot stesso, la coterie del barone d'Holbach (nonostante che i concetti deterministici, meccanicistici e materialistici espressi ne L'uomo macchina ricompaiano, in maniera più sistematica e dogmatica, ma separati dall'aspetto morale, nelle opere del barone, ma anche nei tardi scritti del fondatore dell'Encyclopédie, in Naigeon e in Claude-Adrien Helvétius). Probabilmente l'ostilità dei philosophes derivava anche dalla sua idea proto-positivista secondo cui la società avrebbe dovuto essere guidata dall'opinione degli scienziati e non dai filosofi, specialmente dai medici, categoria a cui apparteneva. Pur divergendo su molte idee, Rousseau fu invece molto colpito dalla morte improvvisa di La Mettrie.
Un suo influsso è molto probabile sui romanzi libertini di Restif de la Bretonne (assieme a quello di Rousseau) e il citato Sade. Anche il romanzo libertino e anticlericale Thérèse philosophe del 1748 e di paternità incerta, ma solitamente attribuito - almeno in alcuni suoi estratti - alla penna di Jean-Baptiste Boyer d'Argens (altri invece credono sia una creazione di Denis Diderot stesso), il quale fu anche lui come La Mettrie e Voltaire alla corte del Re di Prussia (ciambellano come il secondo), è altamente influenzato nelle sue digressioni filosofiche dalle idee di La Mettrie.

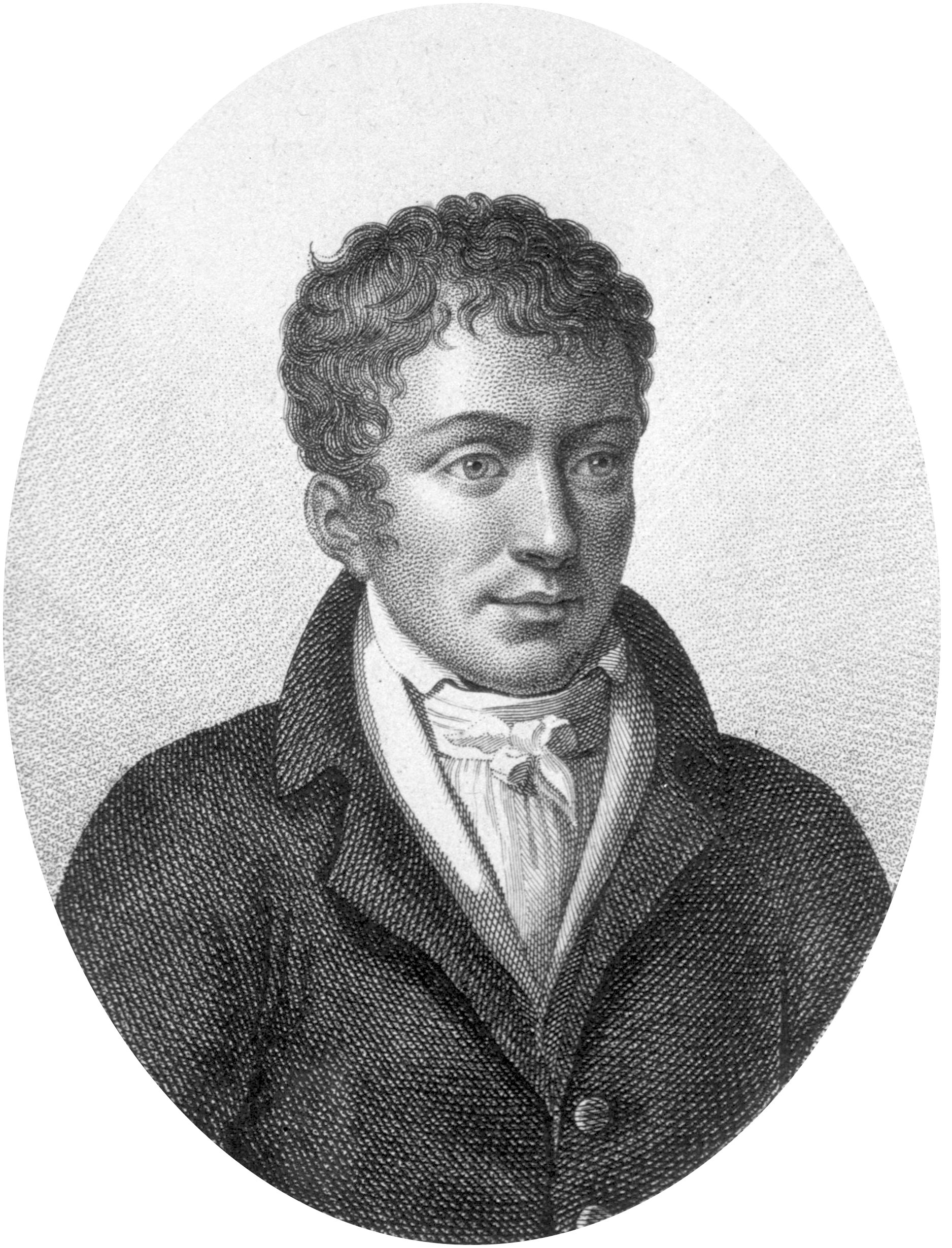
Cabanis fu il primo a rivalutare la filosofia di La Mettrie

Durante il periodo della rivoluzione francese (almeno ufficialmente), quando erano di moda le "spartane" e patriottiche virtù rousseauiane, La Mettrie fu poco considerato e definito un semplice libertino. Eccezioni furono gli apprezzamenti delle sue opere più filosofico-tecniche (non quelle più edoniste) di altri medici-filosofi come il rivoluzionario Jean-Paul Marat, che ne aveva ripreso alcune idee già in Dell'uomo del 1777 (opera non apprezzata da Voltaire ma lodata da Diderot) e l'ideologue Pierre Jean Georges Cabanis, molto attivo nell'ultima parte della Rivoluzione (soprattutto nel periodo termidoriano e direttoriale) e in epoca napoleonica, il cui pensiero sarà stimato anche da Schopenhauer.
Solo dalla metà del XIX secolo, con l'emergere del positivismo, si incominciò a riabilitare ampiamente La Mettrie, sia filosoficamente (ad esempio da parte di Friedrich-Albert Lange) che come studioso della mente e del corpo umano, comprendendo anche la sua teoria morale sul piacere come corretta e coerente nel suo sistema filosofico.
In tempi recenti la filosofia di La Mettrie è stata ampiamente trattata ad esempio da Michel Onfray. Sia le scienze cognitive che la psicologia comportamentale hanno preso avvio e ispirazione dalle sue idee. Il moderno materialismo neo-riduzionista ed eliminativista, dove anche tutti i fenomeni psichici sono ritenuti puramente materiali, è anch'esso debitore delle teorie di La Mettrie.

## Opere filosofiche
- Histoire naturelle de l'âme (1745)
- La Volupté (1745)
- L'Homme machine (1748)
- L'Homme plante (1748)
- Anti-Sénèque o Discours sur le Bonheur (1748)
- Le Système d'Epicure (1750)
- Discours préliminaire (1750)
- Le petit homme à longue queue (1751)
- L'Art de jouir (1751)

Traduzioni italiane:
- J. O. de la Mettrie, Opere filosofiche, a cura di S. Moravia, Laterza, Bari 1974.
- Julien Offray de La Mettrie, Denis Diderot, L'arte di godere. Testi dei filosofi libertini del XVIII secolo. Scelta, traduzione e commento a cura di Paolo Quintili, Manifestolibri, Roma 2006.